# 칼 허벨
칼 오웬 허벨(Carl Owen Hubbell, 1903년 6월 22일~1988년 11월 21일)은 "더 밀 티켓"(the Meal Ticket), "킹 칼"(King Carl)이라는 별명으로 알려진 미국의 프로 야구 선수로, 포지션은 투수였다. 1928년부터 1943년까지 메이저 리그 베이스볼(MLB)의 뉴욕 자이언츠에서 뛰었다. 스크루볼을 주무기로 하는 투수였다.
두 차례 내셔널 리그의 최우수 선수(MVP)에 선정되었으며, 1936년과 1937년 사이에 투수로 24연승을 거두며 메이저 리그 기록을 세웠다. 1934년 메이저 리그 베이스볼 올스타전에서 후일 명예의 전당에 입성하는 다섯 명의 타자(베이브 루스, 루 게릭, 지미 폭스, 알 시몬스, 조 크로닌)를 상대로 연속 탈삼진을 잡아내는 퍼포먼스로 이름을 날렸다. 1947년 미국 야구 명예의 전당에 입성했다.
한편, 본인(허벨)의 전성기 시절 등번호였던 11번은 메이저리그 등번호 도입 초창기 본인(허벨) 등 투수들이 선호했으나 뒷날 타자(미국) 투수(아시아리그) 등번호로 굳혀졌다. 